# Mariana Mortágua
Mariana Rodrigues Mortágua (Alvito, Districte de Beja, 24 de juny de 1986) és una economista i política portuguesa. És diputada del Bloc d'Esquerra (en portuguès: Bloco de Esquerda). La seva bessona Joana Mortágua també és política i diputada del mateix partit.